# Kathrin Röggla
Kathrin Röggla, född 14 juni 1971 i Salzburg, är en österrikisk författare och dramatiker. Hon har skrivit flera essäer, teaterpjäser och verk för radioteater samt verkar som professor i litteraturvetenskap vid Kunsthochschule für Medien Köln. 
Hon slog igenom 2004 med Wir Schlafen nicht.

## Biografi
Röggla började studera tyska och journalistik vid Salzburgs universitet 1989 och fortsatte studierna i Berlin 1992. Sedan 1988 har hon varit aktiv som skribent i den tyskspråkiga kultursfären, delvis inom ramen för Salzburs författargrupp, Salzburgs litteraturverkstad och litteraturtidskriften Erostepost, där hon var redaktionsmedarbetare mellan 1990 och 1992.
Röggla började publicera i litteraturtidskrifter och antologier. Hennes första självständiga publicering kom med Niemand lacht rückwärts 1995. Sedan 1998 har hon skrivit och producerat verk för radio inklusive radioteater och akustiska installationer, bland annat för Bayerischer Rundfunk och den berlinska internetradion Convex tv. Sedan 2002 har hon också varit verksam som dramatiker.

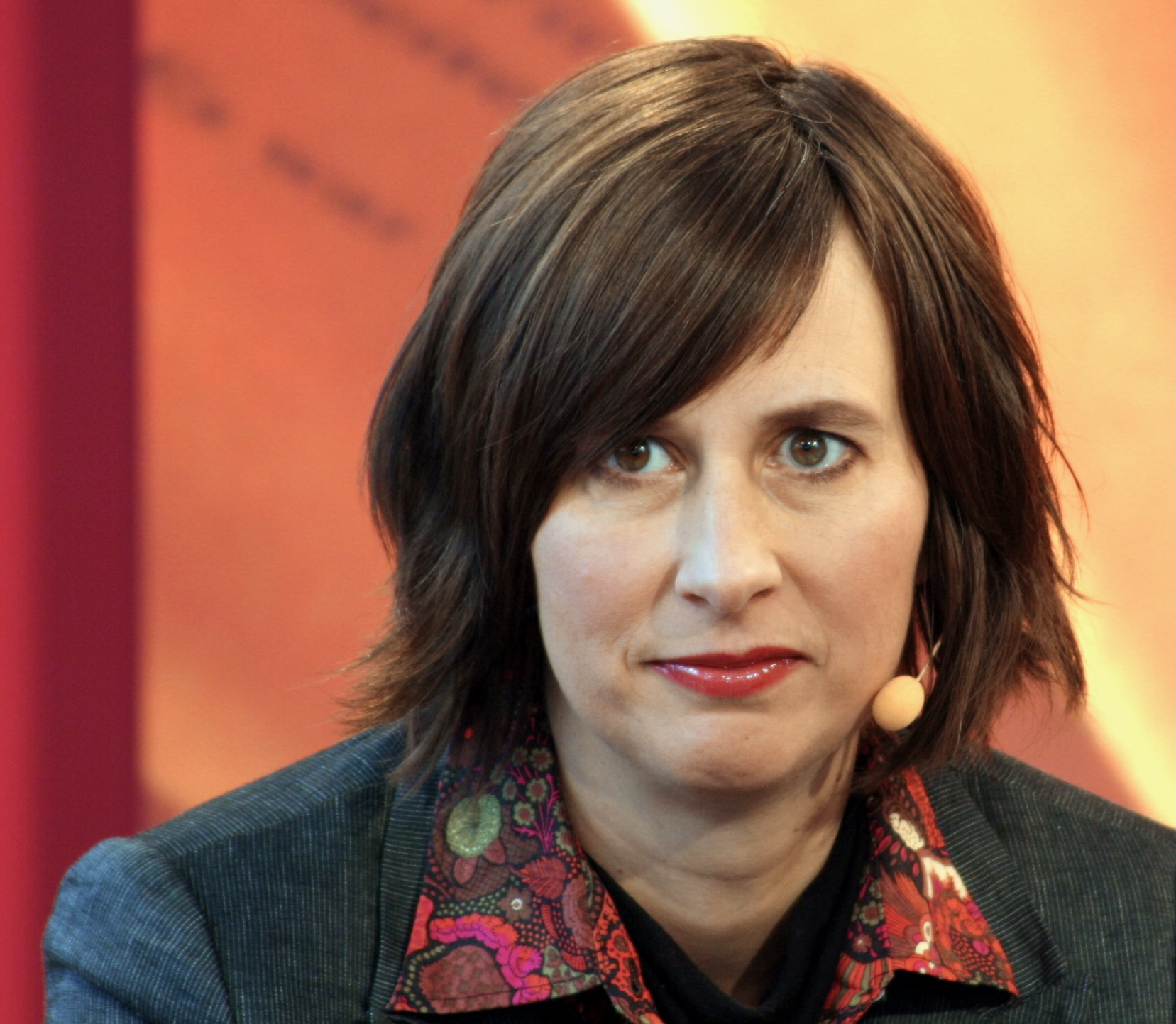
Kathrin Röggla på Leipzigs bokmässa 2010.

Hennes pjäs Die Beteiligten uruppfördes den 19 april 2009 på Düsseldorfer Schauspielhaus. Pjäsen är en mediekritisk dramatisering av händelserna kring fallet Natascha Kampusch.
I maj 2012 invaldes Röggla som medlem i den Berlinbaserade Akademie der Künste. I maj 2015 valdes hon till ny viceordförande för akademin. I november samma år blev hon medlem i Frankfurtbaserade Deutsche Akademie für Sprache und Dichtung.
Kathrin Röggla  är gift med skådespelaren, översättaren och regissören Leopold von Verschuer.

## Priser och utmärkelser

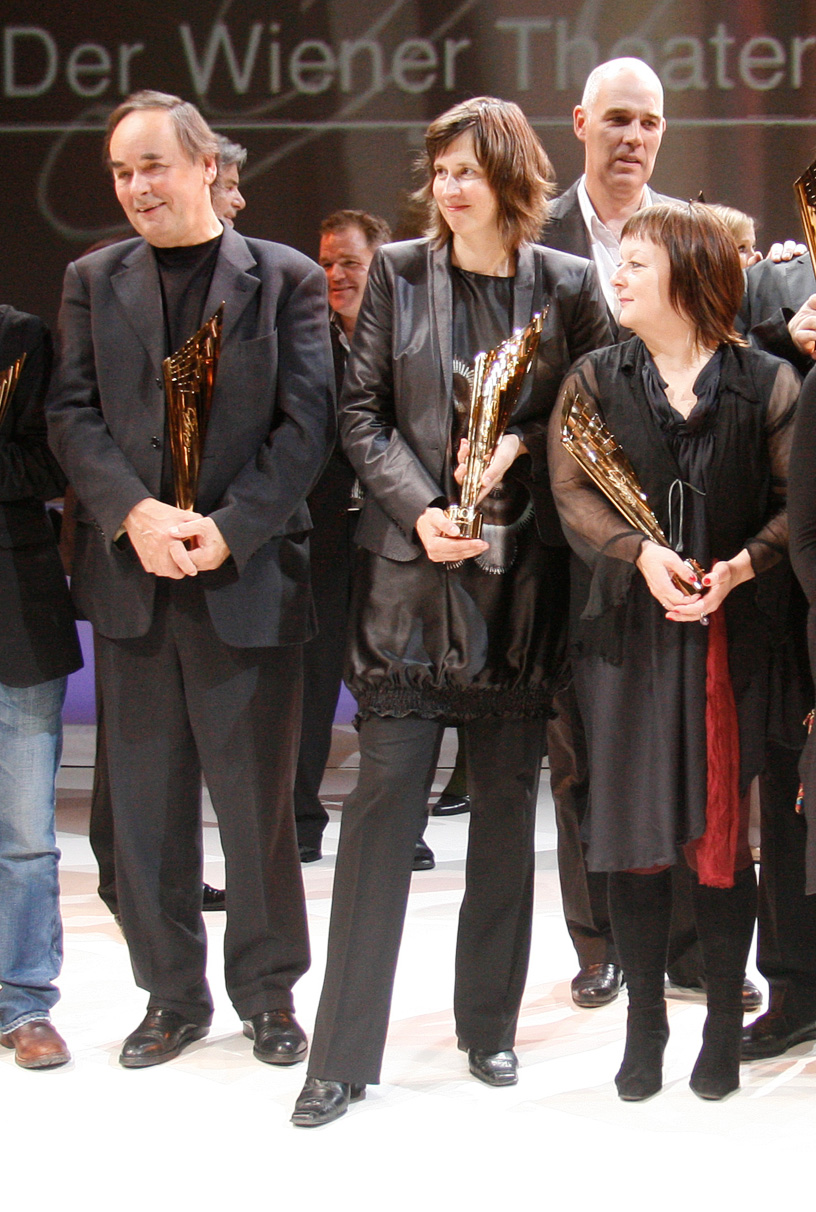
Röggla med vinnarpokalen för Nestroys Teaterpris 2010.

- 1992: Salzburger Landesliteraturpreis[24]
- 1995: Meta-Merzpriset[24]
- 1995: Reinhard-Priessnitzpriset[24]
- 2001: Italo-Svevopriset[24]
- 2001: Alexander von Sacher-Masochpriset[24]
- 2001: New-Yorkstipendiet från Tyska litteraturfonden[24]
- 2003: Nossack-förderpreis[24]
- 2003: RIAS Preis[24]
- 2004: Schiller-Gedächtnispreis[24]
- 2004: Preis der SWR-Bestenliste[24]
- 2005: Internationaler Preis für Kunst und Kultur des Kulturfonds der Stadt Salzburg[24]
- 2005: Solothurner Literaturpreis[24]
- 2009: Anton-Wildganspriset[24]
- 2010: Nestroy Theaterpreis bästa dramatiker för pjäsen Worst case
- 2010: Franz-Hesselpriset tillsammans med Maylis de Kerangal[25]
- 2012: Mainzer Stadtschreiberin[24]
- 2012: Arthur-Schnitzlerpriset[24]
- 2015: Buchpreis der Salzburger Wirtschaft[24]
- 2019: Wortmeldungen-Literaturpreis[24]
- 2020: Österreichischer Kunstpreis für Literatur[24]